# Comuna Zalazzea, Liubeșiv
Zalazzea (în ucraineană Залаззя) este o comună în raionul Liubeșiv, regiunea Volînia, Ucraina, formată din satele Dibrova și Zalazzea (reședința).

## Demografie
Componența lingvistică a satului Zalazzea
     Ucraineană (99,62%)
     Alte limbi (0,38%)
Conform recensământului din 2001, majoritatea populației satului Zalazzea era vorbitoare de ucraineană (99,62%), existând în minoritate și vorbitori de alte limbi.